# Груда (Конавле)
Груда је насељено место у саставу општине Конавле, Дубровачко-неретванска жупанија, Република Хрватска.

## Историја
До територијалне реорганизације у Хрватској налазила се у саставу старе општине Дубровник.

## Становништво
На попису становништва 2011. године, Груда је имала 741 становника.
| Број становника по пописима | Број становника по пописима | Број становника по пописима | Број становника по пописима | Број становника по пописима | Број становника по пописима | Број становника по пописима | Број становника по пописима | Број становника по пописима | Број становника по пописима | Број становника по пописима | Број становника по пописима | Број становника по пописима | Број становника по пописима | Број становника по пописима | Број становника по пописима |
| --------------------------- | --------------------------- | --------------------------- | --------------------------- | --------------------------- | --------------------------- | --------------------------- | --------------------------- | --------------------------- | --------------------------- | --------------------------- | --------------------------- | --------------------------- | --------------------------- | --------------------------- | --------------------------- |
| 1857                        | 1869                        | 1880                        | 1890                        | 1900                        | 1910                        | 1921                        | 1931                        | 1948                        | 1953                        | 1961                        | 1971                        | 1981                        | 1991                        | 2001                        | 2011                        |
| 435                         | 488                         | 518                         | 531                         | 589                         | 612                         | 657                         | 718                         | 696                         | 726                         | 833                         | 814                         | 856                         | 892                         | 753                         | 741                         |

Напомена: У 1981. повећано припајањем насеља Бачев До и Тушићи која су престала да постоје. За та бивша насеља садржи податке од 1857. до 1971.

### Попис1991.
На попису становништва 1991. године, насељено место Груда је имало 892 становника, следећег националног састава:
| Попис 1991.‍  | Попис 1991.‍  | Попис 1991.‍ | Попис 1991.‍ | Попис 1991.‍ |
| ------------ | ------------ | ----------- | ----------- | ----------- |
|              |              |             |             |             |
| Хрвати       | Хрвати       |             | 837         | 93,83%      |
| Срби         | Срби         |             | 21          | 2,35%       |
| Муслимани    | Муслимани    |             | 15          | 1,68%       |
| Црногорци    | Црногорци    |             | 5           | 0,56%       |
| Југословени  | Југословени  |             | 1           | 0,11%       |
| Немци        | Немци        |             | 1           | 0,11%       |
| Русини       | Русини       |             | 1           | 0,11%       |
| Словенци     | Словенци     |             | 1           | 0,11%       |
| остали       | остали       |             | 1           | 0,11%       |
| неопредељени | неопредељени |             | 8           | 0,89%       |
| непознато    | непознато    |             | 1           | 0,11%       |
| укупно: 892  |              |             |             |             |